# HD 182038
HD 182038 è una stella di colore arancione e di magnitudine 6,32 situata nella costellazione dell'Aquila. Dista 493 anni luce dal sistema solare.

## Osservazione
Si tratta di una stella situata nell'emisfero celeste australe, relativamente vicina all'equatore celeste: ciò la rende osservabile da tutte le regioni abitate della Terra senza alcuna difficoltà ed invisibile solo molto oltre il circolo polare artico. Nell'emisfero sud invece appare circumpolare solo nelle aree più interne del continente antartico. Essendo di magnitudine pari a 6,3, non è osservabile ad occhio nudo; per poterla scorgere è sufficiente comunque anche un binocolo di piccole dimensioni, a patto di avere a disposizione un cielo buio.
Il periodo migliore per la sua osservazione nel cielo serale sono i mesi compresi fra fine giugno e novembre; da entrambi gli emisferi il periodo di visibilità rimane indicativamente lo stesso, grazie alla posizione della stella non lontana dall'equatore celeste.

## Caratteristiche fisiche
La stella appartiene alla classe spettrale K0 ; possiede una magnitudine assoluta di 0,42 e la sua velocità radiale positiva indica che la stella si sta allontanando dal sistema solare.